# بورتسموث (فيرجينيا)
بورتسموث (بالإنجليزية: Portsmouth, Virginia)‏ وهي مدينة تقع في الولايات المتحدة شرق ولاية فيرجينيا شرق الولايات المتحدة، حسب إحصاء سنة 2010 بلغ عدد سكانها 95,535 نسمة، تتمكرز المدينة في طرق هامبتون ويمر منها نهر إليزابيث.

## التركيبة السكانية
حدّد مكتب تعداد الولايات المتحدة بيانات التركيبة السكانية لبورتسموث في تعداد الولايات المتحدة. في ما يلي، التركيبة السكانية حسب تعدادي 2000 و2010.

### تعداد عام 2000
بلغ عدد سكان بورتسموث 100,565 نسمة بحسب تعداد عام 2000، وبلغ عدد الأسر 38,170 أسرة وعدد العائلات 25,482 عائلة مقيمة في المدينة. في حين سجلت الكثافة السكانية 831.7 نسمة لكل كيلومتر مربع (2,154.1/ميل2). وبلغ عدد الوحدات السكنية 41,605 وحدة بمتوسط كثافة قدره 344.1 لكل كيلومتر مربع (891.2/ميل2).
وتوزع التركيب العرقي للمدينة بنسبة 45.84% من البيض و50.61% من الأمريكيين الأفارقة و0.48% من الأمريكيين الأصليين و0.77% من الأمريكيين ذوي الأصول الآسيوية و0.07% من سكان جزر المحيط الهادئ و0.61% من الأعراق الأخرى و1.62% من عرقين مختلطين أو أكثر و1.74% من الهسبانيون أو اللاتينيون من أي عرق.
بلغ عدد الأسر 38,170 أسرة كانت نسبة 36.6% منها لديها أطفال تحت سن الثامنة عشر تعيش معهم، وبلغت نسبة الأزواج القاطنين مع بعضهم البعض 41.1% من أصل المجموع الكلي للأسر، ونسبة 20.9% من الأسر كان لديها معيلات من الإناث دون وجود شريك، بينما كانت نسبة 4.7% من الأسر لديها معيلون من الذكور دون وجود شريكة وكانت نسبة 33.2% من غير العائلات. تألفت نسبة 27.5% من أصل جميع الأسر من عدة أفراد يعيشون في نفس المنزل ونسبة 10.8% كانت تتألف من شخص يعيش بمفرده يبلغ من العمر 65 عاماً أو أكثر. وبلغ متوسط حجم الأسرة المعيشية 2.51، أما متوسط حجم العائلات فبلغ 3.05.
بلغ العمر الوسطي للسكان 34.5 عاماً. وكانت نسبة 25.5% من القاطنين تحت سن الثامنة عشر، وكانت نسبة 8.7% بين الثامنة عشر والرابعة والعشرين عاماً، ونسبة 27.8% كانت واقعةً في الفئة العمرية ما بين الخامسة والعشرين والرابعة والأربعين عاماً، ونسبة 20.1% كانت ما بين الخامسة والأربعين والرابعة والستين، ونسبة 13.2% كانت ضمن فئة الخامسة والستين عاماً فما فوق. يوجد لكل 100 أنثى 87.6 ذكر، ويوجد لكل 100 أنثى في الثامنة عشر من عمرها فما فوق 83.0 ذكر.
بلغ متوسط دخل الأسرة في المدينة 33,742 دولارًا، أما متوسط دخل العائلة فبلغ 39,577 دولارًا. وكان متوسط دخل الذكور 30,122 دولارًا مقابل 23,375 دولارًا للإناث. وسجل دخل الفرد الخاص بالمدينة 16,507 دولارًا. وكانت نسبة 13.3% من العائلات ونسبة 16.2% من السكان تحت خط الفقر، وكان من هؤلاء نسبة 25.4% تحت سن الثامنة عشر ونسبة 10.7% في الخامسة والستين من العمر وما فوق.

### تعداد عام 2010
بلغ عدد سكان بورتسموث 95,535 نسمة بحسب تعداد عام 2010، وبلغ عدد الأسر 37,324 أسرة وعدد العائلات 23,987 عائلة مقيمة في المدينة. في حين سجلت الكثافة السكانية 790.1 نسمة لكل كيلومتر مربع (2,046.3/ميل2). وبلغ عدد الوحدات السكنية 40,806 وحدة بمتوسط كثافة قدره 337.5 لكل كيلومتر مربع (874.1/ميل2).
وتوزع التركيب العرقي للمدينة بنسبة 41.56% من البيض و53.26% من الأمريكيين الأفارقة و0.44% من الأمريكيين الأصليين و1.07% من الأمريكيين ذوي الأصول الآسيوية و0.12% من سكان جزر المحيط الهادئ و0.96% من الأعراق الأخرى و2.60% من عرقين مختلطين أو أكثر و3.06% من الهسبانيون أو اللاتينيون من أي عرق.
بلغ عدد الأسر 37,324 أسرة كانت نسبة 32.8% منها لديها أطفال تحت سن الثامنة عشر تعيش معهم، وبلغت نسبة الأزواج القاطنين مع بعضهم البعض 37.3% من أصل المجموع الكلي للأسر، ونسبة 21.7% من الأسر كان لديها معيلات من الإناث دون وجود شريك، بينما كانت نسبة 5.3% من الأسر لديها معيلون من الذكور دون وجود شريكة وكانت نسبة 35.7% من غير العائلات. تألفت نسبة 29.4% من أصل جميع الأسر من عدة أفراد يعيشون في نفس المنزل ونسبة 10.1% كانت تتألف من شخص يعيش بمفرده يبلغ من العمر 65 عاماً أو أكثر. وبلغ متوسط حجم الأسرة المعيشية 2.47، أما متوسط حجم العائلات فبلغ 3.05.
بلغ العمر الوسطي للسكان 35.7 عاماً. وكانت نسبة 23.7% من القاطنين تحت سن الثامنة عشر، وكانت نسبة 10.4% بين الثامنة عشر والرابعة والعشرين عاماً، ونسبة 27% كانت واقعةً في الفئة العمرية ما بين الخامسة والعشرين والرابعة والأربعين عاماً، ونسبة 25.7% كانت ما بين الخامسة والأربعين والرابعة والستين، ونسبة 13.2% كانت ضمن فئة الخامسة والستين عاماً فما فوق. وتوزع التركيب الجنسي للسكان بنسبة 48.1% ذكور و51.9% إناث.

## توأمة
لبورتسموث (فيرجينيا) اتفاقيات توأمة مع كل من:
- بورتسموث
- دنيدن
- جزيرة غوريه
- اوريزابا
- إلدوريت [الإنجليزية]‏

## أعلام
- واندا سايكس
- باتن أوزوالت
- لورنس هيو فروست
- لاشون ميريت
- ميسي إيليوت